# Killerpilze
Killerpilze (англ./нем. —  «Грибы-убийцы» )— немецкая поп-панк-группа, образованная в 2002 году в Диллингене-на-Дунае. В 2019 году деятельность группы была приостановлена на неопределенный срок.

## История

### C 2002 до 2005
Группа была образована в октябре 2002 года в Диллингене-на-Дунае четырьмя школьниками. Йоханнес Хальбиг (нем. Johannes Halbig — гитара 30 июля 1989, Диллинген-на-Дунае) и Андреас Шлагенхафт (нем. Andreas Schlagenhafr — гитара, 9 декабря 1988, Диллинген-на-Дунае) заложили фундамент для группы. Ману (Manu — бас-гитара, известна только фамилия) и брат Йоханнеса Фабиан Хальбиг (нем. Fabian Halbig — барабаны, 23 декабря 1992, Диллинген-на-Дунае) дополнили состав команды.
Поскольку стало ясно, что Ману не подходит группе, он покинул коллектив и в группу в качестве гитариста пришел Максимилиан Шлихтер (нем. Maximilian Schlischter — гитара, 3 июля, Эмерзакер). Теперь Андреас Шлагенхафт занял место басиста.
Первую помощь четверка получила от друга-музыканта, научившего их писать песни. К этому времени группа писала песни на английском и немецком языках. Они определяют свою музыку как панк-рок.
К этому времени группа еще не имела постоянного названия. Окончательное название возникло во время еды. Фабиан, барабанщик, получил пиццу Funghi и прокомментировал грибы словами: «Да это же убийцы, эти грибы!» Из этого предложения возникло название группы.
Когда у группы появилось достаточно материала для первого альбома, они начали давать концерты в Диллингене. Между тем в это время они создавали программу и обеспечивали публику живыми выступлениями (около 30 концертов с начала 2003 до конца 2005) и получали различные награды.
В это время они продюсировали свой первый альбом «Nach vorne durch die Punkallee» («Вперед по панк-аллее» — выпущен 7 июля 2004). Он продавался на их концертах, а также в интернете на их веб-странице. Некоторые песни с этого альбома были выпущены в новых версиях в качестве бонусов к синглам.

### с 2005 по 2019
в 2005 году возникла идея для создания первого серьёзного альбома. Продюсером стал Корни Бартельс. К этому времени КР уже имели контракт с Universal Music.
В Германии они стали известны весной 2006 г. Благодаря дебютному синглу «Richtig Scheisse»(«Полный отстой»). В следующие месяцы группа выпустила альбом «Вторжение грибов-убийц», проданный в количестве 100000 копий, и следующие синглы, потом группа отправилась в турне по Германии. Их публикация сопровождалась дальнейшим появлением в СМИ, таких как браво и вива.
К моменту их прорыва участники группы были не старше 17 лет, а барабанщику Фабиану было 13.
В отличие от их выступлений в первые годы появления группы, подавляющее большинство публики на их выступлениях было мужского пола, но сейчас преимущество отдано девушкам.
В марте 2007 года группу покинул басист Андреас Шлагенхафт, чтобы сконцентрироваться на окончании школы.
Бенни (Benni) (известна только фамилия) взял на себя роль басиста во время выступлений, но не является официальным членом группы. В студии Макс брал на себя роль басиста.
Группа с одной стороны принимала участие в анти-правых акциях «kein Bock auf Nazis», с другой стороны в акции «Я хочу справедливости». В рамках последней зимой 2006 года они посетили Эфиопию и выступили за строительство школы.
В середине июля 2007 КР разогревали 2 концерта Аврил Лавин в Германии. Тут же они отыграли Опенэйр-тур с песнями из нового альбома «Mit Pauken und Raketen» («С барабанами и ракетами» — вышел 27 июля) На подготовительном этапе релиза альбома выходит сингл «Liebmichhassmich» («Люби меня, ненавидь меня» — 13 июля). В конце августа в рамках тура Komm Mir Nicht Mit Dieser Tour КР отыграли 13 концертов в Германии, Австрии, Польше, Чехии.
Из-за плохих продаж альбома Mit Pauken Und Raketen звукозаписывающая компания Universal Music расторгла контракт, и группа продолжила карьеру на собственном лейбле KillerpilzeRecords.

## Состав

### Первый состав
- Johannes «Jo» Halbig — вокал, гитара
- Maximilian «Mäx» Schlichter — бас-гитара
- Fabian «Fabi» Halbig — ударные
- Andreas «Schlagi» Schlagenhaft — гитара, а затем бас

### Нынешний состав
- Johannes «Jo» Halbig — вокал, гитара, клавишные
- Maximilian «Mäx» Schlichter — гитара, вокал и бас
- Fabian «Fabi» Halbig — ударные

## Дискография

### Студийные альбомы
- Von Vorne Durch Die Punkallee (2004)
- Invasion Der Killerpilze (2006)
- Mit Pauken und Raketen (2007)
- Lautonom (2010)
- Ein bisschen Zeitgeist (2011)
- Grell (2013)
- High (2016)
- Nichts Ist Für Immer... (2019)

### Синглы и EP
- Richtig scheiße (auf ’ne schöne Art und Weise) — 2006
- Springt hoch — 2006
- Ich kann auch ohne dich — 2006
- LiebMichHassMich — 2007
- Ich brauche nichts — 2007
- Letzte Minute — 2007
- Verrockt (We Rock) — 2008
- Drei — 2010
- Plastik - 2010
- Grell - 2013
- Nimm mich mit - 2013
- Postcarten EP - 2014

### DVD
- «Invasion der Killerpilze — live»
- «Mit Pauken und Raketen Live»